# Klaus Jockers
Klaus Jockers (* 10. August 1940 in Regensburg) ist ein deutscher Astrophysiker.

## Leben
Klaus Jockers studierte in München Physik und Astronomie
und schloss Ende 1969 seine Dissertation Solar Wind Models based on exospheric theory (Betreuer: Ludwig Biermann) ab. Er arbeitete dann weiter am  Max-Planck-Institut für Physik und Astrophysik (Aufenthalte 1971–1972 am Sternberg Institut, 1973–1975 am Sacramento Peak Observatory), später am Max-Planck-Institut für Aeronomie, und ist Privatdozent für Astronomie des Sonnensystems in Göttingen.

## Werk
Die umfangreichen theoretischen Arbeiten und Beobachtungen von Klaus Jockers haben erheblich zum Verständnis der Kopf- und Schweifbildung und Ausströmungserscheinungen einschließlich Abreißen von Schweifen bei Annäherung an die Sonne und Erwärmung von aus Staub und Eis bestehenden Kometen mit Bildung des Kopfes als Hülle aus neutralem Gas (meist Wasser, Kohlenstoffmonoxid, Kohlenstoffdioxid und Stickstoff, H2O, CO, CO2, N) durch dessen positive Ladungs- und Photoionisation durch schnell vorbeiströmende Teilchen des Sonnenwindes beigetragen.  Beim Drakoniden-Komet wurde eine inverse Abhängigkeit der Polarisation des Staubes von der Frequenz gemessen, was auf organisches Material im Kometen hindeutet.